# Александрис, Алексис
Алексиос «Але́ксис» Александри́с (греч. Αλέξης Αλεξανδρής; род. 21 сентября 1968 или 21 октября 1968, Кьятон) — греческий футболист (играл на позиции нападающего) и тренер. Футболист 2001 года в Греции.

## Карьера

### Игрок
Александрос начинал свою карьеру в молодёжных клубах родного города (Пелопас и Анагенниси). В 1986 году начал свою профессиональную карьеру, за греческую «Верию», с которой провёл 104 матча и забил 36 голов. В 1991 году перешёл в афинский АЕК, с которым завоевал три титула чемпиона Греции. Через три года, в 1994 году перешёл в «Олимпиакос» из города Пирей, с которым в семи из девяти проведённых сезонов в чемпионате Греции становился чемпионом. Также выиграл кубок Греции в 1999 году. Потом по году провёл в «Ларисе» (2004) и «Каллифее». На завершении своей игровой карьеры (2005—2006) был играющим тренером кипрского «АПОП Кинирас», это был первый сезон клуба в Первой лиге Кипра.
За Сборную Греции Александрис провёл 42 матча и забил 10 голов. Дебют состоялся 27 марта 1991 года. Входил в состав и играл на чемпионате мира 1994 года, который проходил в США.

### Тренер
12 февраля 2008 года Алексис начал свою тренерскую карьеру возглавив клуб второго дивизиона Греции «Керкира». С 2009 по 2011 года Александрис возглавлял молодёжную команду «Олимпиакоса». В сезоне 2011—2012 тренировал румынскую «Элассону».

## Достижения
АЕК
- Чемпион Греции: 1991/92, 1992/93, 1993/94

«Олимпиакос»
- Чемпион Греции: 1996/97, 1997/98, 1998/99, 1999/00, 2000/01, 2001/02, 2002/03
- Обладатель кубка Греции: 1999

Индивидуальные
- Лучший бомбардир Чемпионата Греции: 1993/94, 1996/97, 2000/01, 2001/02
- Футболист года в Греции: 2001